# Каразей
Каразей — село в Куйтунском районе Иркутской области России. Административный центр Каразейского муниципального образования.

## География
Находится в 60 км восточнее города Тулун.

## История
В начале XX века относилось к Шерагульской волости Нижнеудинского уезда. В 1911 году начали строить здание училища. В селе действовала Казанская церковь.

## Население
| 2002 | 2010  | 2011  | 2012  |
| ---- | ----- | ----- | ----- |
| 1141 | ↗1181 | ↘1175 | ↘1156 |

По данным Всероссийской переписи в 2010 году в селе проживали 568 мужчин и 613 женщин из 1181 человек.

## Культура
В Каразее образован местный народный ансамбль «Рябинушка».